# Almbranz

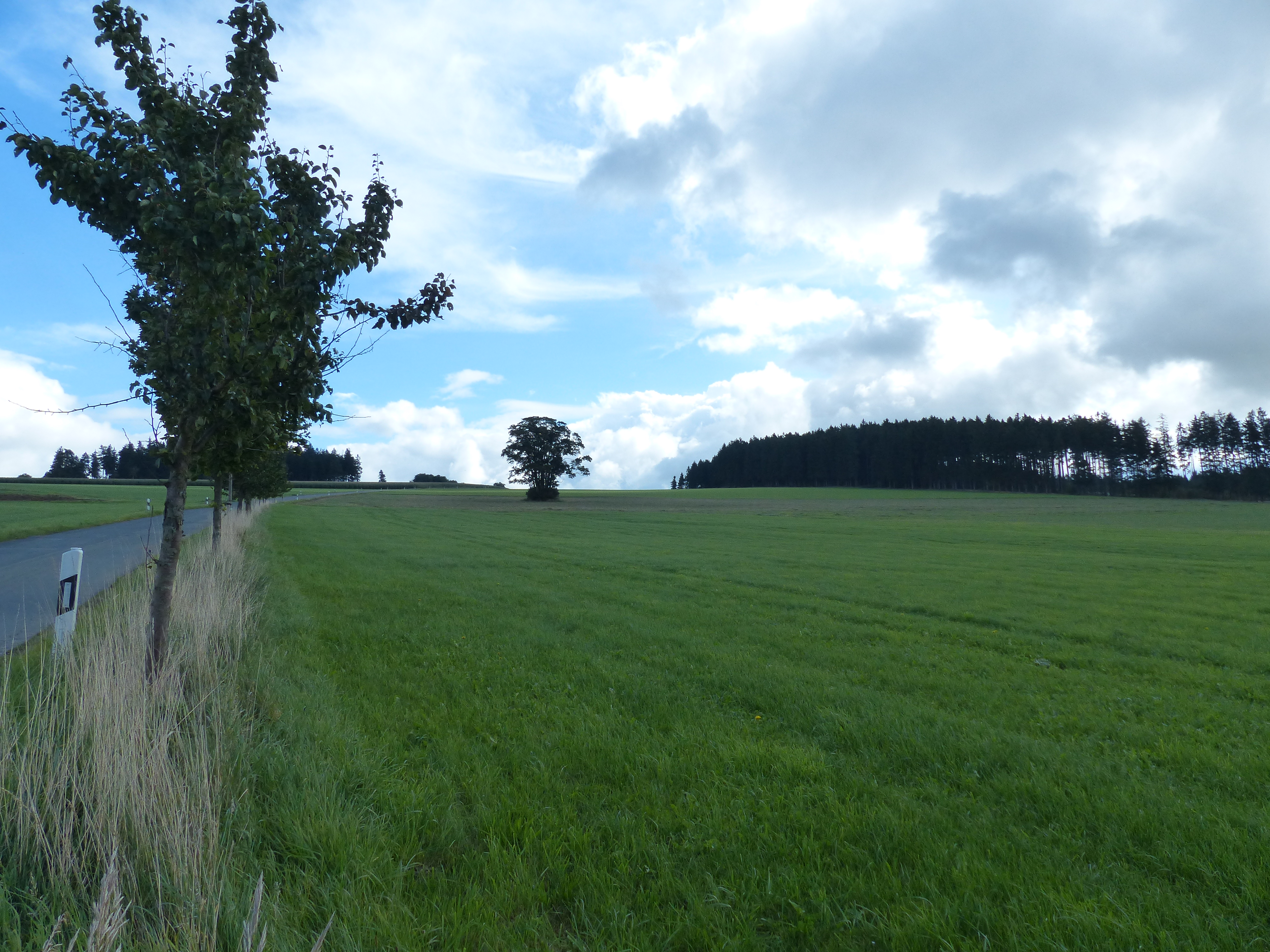
Der Turmhügel Adlanz

Almbranz ist ein Gemeindeteil der Stadt Helmbrechts im Landkreis Hof (Oberfranken, Bayern). Almbranz liegt in der Gemarkung Ahornberg.

## Geografie
In und um das Dorf gibt es zahlreiche Weiher. Es entspringt dort der Ölsnitz (auch Untreubach genannt). Unmittelbar östlich wird die Flur von der Bundesautobahn 9 durchschnitten. Eine Gemeindeverbindungsstraße führt die A 9 unterquerend nach Ahornberg zur Kreisstraße HO 25 (2,2 km südlich) bzw. parallel zur A 9 nach Hartungs (2,3 km nördlich). Eine weitere Gemeindeverbindungsstraße führt nach Edlendorf (2,8 km westlich).

## Geschichte
Im 13. Jahrhundert gehörten die Güter in Almbranz den Herren von Schlegel, die Dienstmannen der Walpoten waren.
Der Ort zählte zu den Sieben freien Dörfern. Lehensträger war das Hochstift Bamberg. Diese verkauften ihre Ansprüche 1369 an den Nürnberger Burggraf Friedrich V.
Gegen Ende des 18. Jahrhunderts bestand Almbranz aus 23 Anwesen (9 Halbhöfe, 1 Dreiviertelhof, 1 Fünfachtelhof, 3 Dreiachtelhöfe, 2 Viertelhöfe, 1 Einachtelhof, 6 Tropfhäuser). Die Hochgerichtsbarkeit und die Dorf- und Gemeindeherrschaft stand dem bayreuthischen Stadtrichteramt Münchberg zu. Das Kastenamt Münchberg war Grundherr sämtlicher Anwesen.
Von 1797 bis 1810 unterstand Almbranz dem Justiz- und Kammeramt Münchberg. Infolge des Ersten Gemeindeedikts wurde Almbranz dem 1812 gebildeten Steuerdistrikt Ahornberg und der zugleich entstandenen Ruralgemeinde Ahornberg zugewiesen. 1833 und 1836 beantragten Almbranzer Bürger die Bildung einer eigenen Gemeinde, was jedoch abgelehnt wurde. Im Zuge der Gebietsreform in Bayern wurde Almbranz am 1. Mai 1978 nach Helmbrechts eingemeindet.

### Baudenkmäler
- Haus Nr. 3: Wohnstallhaus
- Haus Nr. 14: Zweigeschossiges Wohnstallhaus

ehemalige Baudenkmäler
- Haus Nr. 12: Zweigeschossiges Wohnstallhaus mit Frackdach, wohl noch 18. Jahrhundert, Obergeschoss Fachwerk mit Andreaskreuzen, Strohdach: Stallteil 1932 aufgestockt.[10]
- Haus Nr. 24: Zweigeschossiger Wohnstallbau mit Walmdach, vermutlich um 1800. Massivbau, nur zwei Seiten des Obergeschosses aus Riegelfachwerk. Dach verschiefert.[10]

### Einwohnerentwicklung
| Jahr      | 001799 | 001812 | 001819 | 001861 | 001871 | 001885 | 001900 | 001925 | 001950 | 001961 | 001970 | 001987 |
| Einwohner | 122    | 157    | 177    | 250    | 241    | 280    | 213    | 166    | 192    | 130    | 120    | 96     |
| Häuser    | 23     | 25     |        |        |        | 33     | 32     | 32     | 30     | 29     |        | 30     |
| Quelle    | [ 12 ] | [ 7 ]  | [ 13 ] | [ 14 ] | [ 15 ] | [ 16 ] | [ 17 ] | [ 18 ] | [ 19 ] | [ 20 ] | [ 21 ] | [ 1 ]  |

## Religion
Almbranz ist nach St. Martin (Ahornberg) gepfarrt und evangelisch-lutherisch geprägt.